# 洪水橋／廈村智慧綠色集體運輸系統
洪水橋／廈村智慧綠色集體運輸系統，位於香港新界計劃中的洪水橋／廈村新發展區和元朗南新發展區，計劃作為該地區內的運輸系統。系統計劃於2023年《施政報告》提出，建議系統全長16公里，設有3條路線，分別是來往輕鐵泥圍站和頌富站之間的1號線、來往流浮山至天水圍站的2號線以及來往天水圍站至元朗南的3號線。該系統將分階段興建，首先興建1號線部分路段，全長4.5公里，共設7個車站，站距約600米。整個系統大致上會建於地面，無需實體軌道和電纜，以節省建造成本，有可能採用BRT或是智軌等模式，但在主要路段的交界處會採用分層分隔安排，同時計劃引入人工智能，按照車流分配綠燈時間以免爭路，預計最快2031年完工。車廠預定設於1號線的第6至第7站之間，並計劃批出上蓋物業發展權。政府於2024年12月至2025年2月期間邀請供應商和營運商提交意向書，並收到27份意向書，爭取在2026年招標、2027年批出合約。